# Dragan Travica
Dragan Travica est un joueur de volley-ball italien né le 28 août 1986 à Zagreb (alors en République fédérative socialiste de Yougoslavie). Il mesure 2,00 et joue passeur. Il totalise 163 sélections en équipe d'Italie.

## Biographie
Il est le fils de Ljubomir Travica, ancien joueur international yougoslave puis croate de volley-ball.

## Clubs
| Club                  | De           | À            |
| --------------------- | ------------ | ------------ |
| Pallavolo Modène      | 2003-2004    | 2004-2005    |
| Pallavolo Reima Crema | 2005-2006    | 2005-2006    |
| Volley Milan          | 2006-2007    | 2007-2008    |
| Pallavolo Modène      | 2008-2009    | 2008-2009    |
| Gabeca Monza          | 2009-2010    | 2010-2011    |
| Lube Macerata         | 2011-2012    | 2012-2013    |
| Lokomotiv Belgorod    | 2013-2014    | 2014-2015    |
| Halkbank Ankara       | 2015-2016    | 2015-2016    |
| Shahrdari Urmia       | 2016-2017    | février 2017 |
| Modène Volley         | février 2017 | juin 2017    |
| Pallavolo Padoue      | 2017-2018    | 2019-2020    |
| Sir Safety Pérouse    | 2020-2021    | 2021-2022    |
| Olympiakos Le Pirée   | 2022-2023    | En cours     |

## Palmarès

### Équipe nationale
- Jeux olympiques
  -  : 2012
- Championnat d'Europe
  -  : 2011, 2013
- Ligue mondiale
  -  : 2013, 2014
- World Grand Champions Cup
  -  : 2013

### Club
- Championnat du monde des clubs (1)
  - Vainqueur : 2014
- Ligue des champions (1)
  - Vainqueur : 2014
- Challenge Cup (1)
  - Vainqueur : 2023
- Championnat d'Italie (1)
  - Vainqueur : 2012
  - Finaliste : 2021, 2022
- Coupe d'Italie (1)
  - Vainqueur : 2022
  - Finaliste : 2012, 2013, 2021
- Supercoupe d'Italie (2)
  - Vainqueur : 2012, 2020
- Coupe de Russie (1)
  - Vainqueur : 2013
- Supercoupe de Russie (2)
  - Vainqueur : 2013, 2014
- Championnat de Russie
  - Finaliste : 2015
- Supercoupe de Turquie (1)
  - Vainqueur : 2015
- Championnat de Turquie (1)
  - Vainqueur : 2016
- Championnat de Grèce (2)
  - Vainqueur : 2023, 2024
- Coupe de Grèce (2)
  - Vainqueur : 2024, 2025
  - Finaliste : 2023
- Coupe de la Ligue grecque (1)
  - Vainqueur : 2024-251
  - Finaliste : 2023
- Super Coupe de Grèce (1)
  - Vainqueur : 20242
  - Finaliste : 20233

- 1 : La finale de la Coupe de la Ligue de la saison 2024-25 a eu lieu le 11 décembre 2024
- 2 : La finale du Super Coupe concernant la saison 2023-24 a eu lieu le 4 février 2025.
- 3 : La finale du Super Coupe concernant la saison 2022-23 a eu lieu le 24 janvier 2024.

### Distinctions individuelles
- 2011: Championnat d'Europe masculin de volley-ball ― Meilleur passeur
- 2023: Challenge Cup ― MVP [1]
- 2022-2023: Championnat de Grèce ― Meilleur passeur [2]
- 2023-2024: Championnat de Grèce ― Meilleur passeur [3]
- 2024: Super Coupe de Grèce ― Meilleur passeur [4]